# Гохман, Вениамин Максович
Вениами́н Ма́ксович Го́хман (12 октября 1918, Бобруйск, Минская губерния — 12 мая 1986, Ленинград) — советский географ-американист. Внес большой вклад в развитие теории страноведения и теоретической географии.

## Биография
Родился в Бобруйске. Окончил с отличием химический факультет Ленинградского университета в 1939 году (специальность — неорганическая химия), работал в Ухте химиком, преподавал географию в школе.
Поступил в 1945 году в аспирантуру географического факультета МГУ к проф. Н. Н. Баранскому. В 1954 году защитил кандидатскую диссертацию на тему «Размещение промышленного строительства в США в период Второй мировой войны и его влияние на географию американской промышленности».
В 1950—1954 годах работал в Томском университете.
С 1954 года — сотрудник Института географии АН СССР. С 1966 года — заведующий отделом географии мирового хозяйства (до 1980 года — отдел территориально-экономических проблем).
В 1950—70-х годах был одним из лидеров Семинара по новым методам исследований в экономической географии при МО ВГО.
В 1976 году защитил докторскую диссертацию по географии.
С середины 1950-х годов В. М. Гохман преподавал на Географическом факультете МГУ, в МГИМО.
Принимал активное участие в деятельности МГС, был членом Международной ассоциации региональной науки. Многие работы В. М. Гохмана переведены в США, Великобритании, Франции и странах Восточной Европы.
Похоронен на Николо-Архангельском кладбище.

## Вклад в науку
В. М. Гохман был одним из пионеров математизации географии в конце 1950-х годов. В 1960—1970-х года был одним из лидеров развития теоретической географии в СССР, вместе с коллегами предложил новую парадигму страноведческих исследований — проблемное страноведение. Выступал за усиление внимания к социальным аспектам экономической географии, был автором пионерных отечественных работ в области культурной географии и метагеографии.
В. М. Гохман был одним из создателей школы географической американистики в СССР. Несмотря на то, что Вениамин Максович ни разу не был в США, его работы по экономической географии этой страны были хорошо известны в Америке, а сам Гохман пользовался большим авторитетом и среди американских географов.
В. М. Гохман — автор более 150 научных работ, часть которых имеет закрытый характер, более 600 энциклопедических и около 80 обзорных статей и рецензий.
В. М. Гохман внес большой вклад в перевод на русский язык ключевых работ западных географов по теории социально-экономической географии и региональной экономики. В его переводе или под его редакцией вышли на русском языке книги таких ученых как У. Айзард, У. Бунге, П. Хаггет, Д. Харви, Б. Берри, Д. Смит, Р. Чорли и многих других.

## Сочинения
- Венин В. М.[6]. Панама и Панамский канал. — М.: Географгиз, 1951. — С. 72. — (Страны мира).
- Венин В. М.[6]. Гватемала. — М.: Географгиз, 1954. — С. 94. — (Страны мира).
- Гохман В. М. География тяжелой промышленности США. — М.: Географгиз, 1956. — 531 с.
- Андреева В. М., Гохман В. М., Ковалевский В. П., Половицкая М. Е. Экономические районы США. Север. — М.: Государственное издание географической литературы, 1958. — Т. 2. — 830 с. — (Экономические районы США). — 4500 экз.
- Региональные исследования за рубежом. М., 1973 (в соавт.).